# Società di San Giuseppe del Sacro Cuore
La Società di San Giuseppe del Sacro Cuore (in latino Societas Sodalium Sancti Joseph a Sacro Corde, in inglese Saint Joseph's Society of the Sacred Heart) è una società clericale di vita apostolica di diritto pontificio: i membri della compagnia, detti popolarmente Giosefiti (Josephite Fathers), pospongono al loro nome la sigla S.S.J.

## Storia

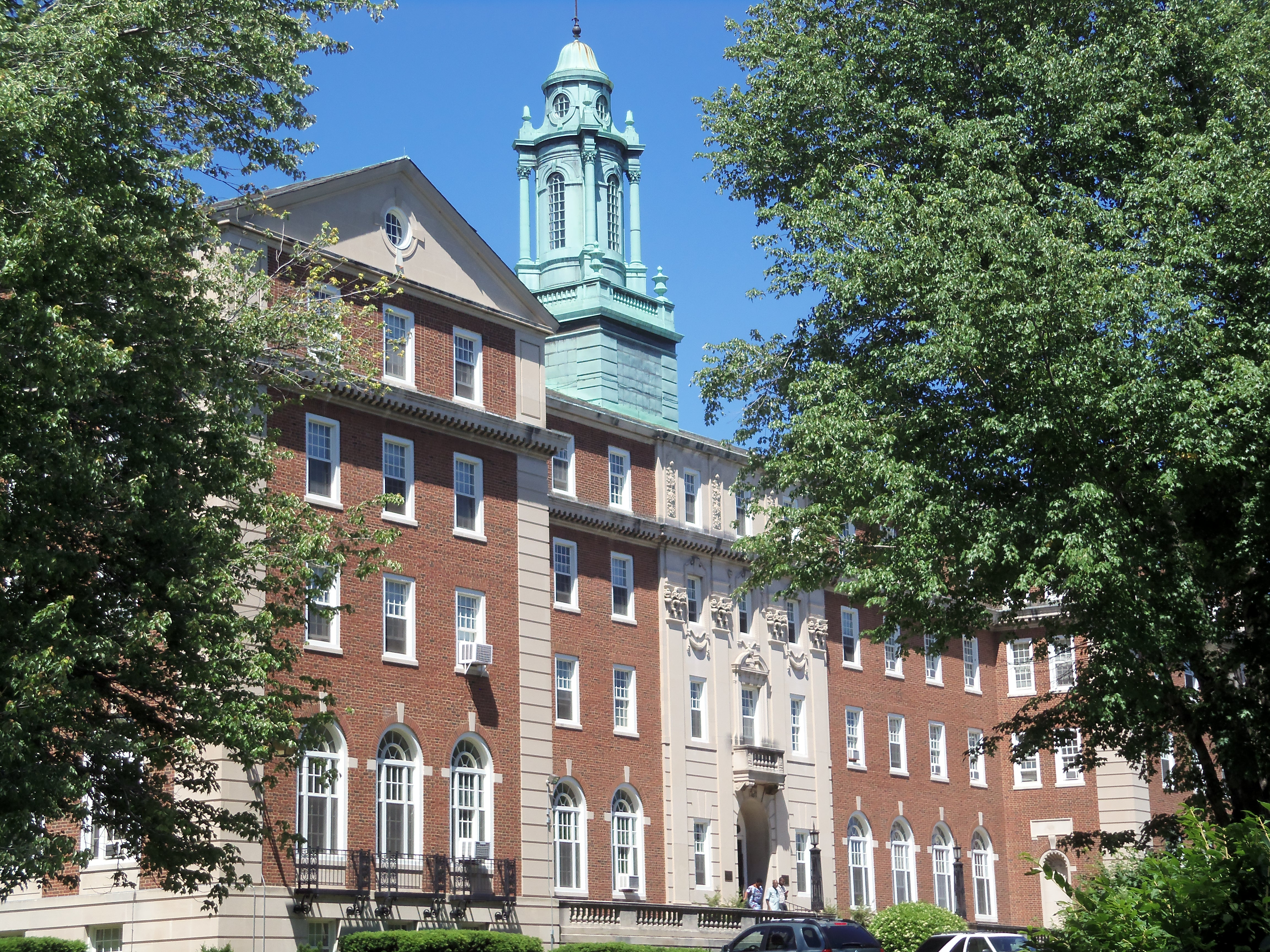
Seminario di San Giuseppe a Washington, D.C.

Herbert Vaughan, dietro suggerimento di papa Pio IX, nel 1871 si trasferì con quattro missionari di Mill Hill dall'Inghilterra negli Stati Uniti d'America per svolgere apostolato tra gli ex schiavi di colore liberati dopo la guerra di secessione americana.
La società di Mill Hill ebbe rapida diffusione negli Stati Uniti: nel 1892 il sacerdote statunitense John Slattery (1851-1926), con il patrocinio dell'arcivescovo di Baltimora James Gibbons (1869-1962), rese le case della provincia americana dei Missionari di Mill Hill autonome dalla casa madre: i religiosi andarono a costituire così una nuova congregazione, intitolata al Sacro Cuore di Gesù.
La società fu il primo istituto a ordinare sacerdoti uomini di colore: ricevette il pontificio decreto di lode il 6 maggio 1932.

## Attività e diffusione
I missionari di San Giuseppe del Sacro Cuore si dedicano all'evangelizzazione delle comunità afroamericane.
Sono presenti negli stati americani dell'Alabama, della California, della Louisiana, del Maryland, del Mississippi, del Texas, della Virginia e nel distretto della Columbia. La sede generalizia è a Baltimora.
Alla fine del 2008 la compagnia contava 42 case e 98 membri, 74 dei quali sacerdoti.